# U.S. Route 278
La U.S. Route 278 (US 278) est une US Route auxiliaire de la US 78 parcourant l'Arkansas, le Mississippi, l'Alabama, la Géorgie et la Caroline du Sud. Elle débute à Wickes, AR, à la jonction avec la US 59 / US 71 et prend fin à l'Île de Hilton-Head, SC. Elle parcourt une distance totale de 1 074 miles (1 728 km).

## Description du tracé

### Arkansas
La US 278 débute à une intersection avec la US 59 / US 71 à Wickes au sud-ouest de l'Arkansas. Depuis Wickes, la US 278 continue vers l'est près du Lac Gillham. Au nord de Dierks, elle rencontre la US 70 et forme un multiplex avec celle-ci jusqu'à Dierks. Elle continue ensuite vers le sud jusqu'à Nashville où elle forme un multiplex avec la US 371. Elle quitte ensuite Nashville et se dirige vers le sud-est. Elle atteint Hope, Camden, Hampton, Warren, Monticello et McGehee. Là, elle rejoint la US 65 / US 165 vers le sud jusqu'à Dermott pour la US 165 et Lake Village pour la US 65. Elle y rencontre la US 82 et les routes forment un multiplex jusqu'à Leland, Mississippi. Peu après avoir quitté Lake Village, la US 278 atteint le Mississippi et la frontière de l'état du même nom.

### Mississippi
La US 82 / US 278 entre au Mississippi près de Greenville. Elle passe par la ville, puis par Leland et la US 278 poursuit son trajet en multiplex avec la US 61 vers le nord. La route se rend à Cleveland et Clarksdale, où elle se sépare de la US 61. La US 278 se dirige alors vers l'est et passe par Marks, Batesville, Oxford, Pontotoc et Tupelo. À Tupelo, la US 278 rejoint la US 45 vers le sud jusqu'à New Wren. À partir de New Wren, la US 278 continue vers l'est en passant par Amory avant d'atteindre la frontière de l'Alabama.

### Alabama
La US 278 entre en Alabama près de Sulligent. Elle se rend à Guin, à l'est et y rencontre la US 43. Les deux routes forment un multiplex vers le nord jusqu'à Hamilton, où la US 278 reprend un alignement vers l'est. Elle passe par Natural Bridge avant d'entrer dans la Forêt nationale de Bankhead. Elle traverse le sud de la forêt et atteint Cullman, Holly Pond, Snead et Gadsden. À Gadsden, elle forme un multiplex avec la US 431 pour traverser la ville. Une fois le multiplex fini, la route continue vers l'est jusqu'à Piedmont. Peu après, elle atteint la frontière de la Géorgie.

### Géorgie
La route entre dans l'état près de Cedartown. Après avoir traversé la ville, elle continue son trajet vers le sud-est. Elle passe par Rockmart et Dallas avant d'atteindre l'aire urbaine d'Atlanta. Là, elle rencontre la US 78 et les routes forment un multiplex pour traverser la ville. Elles empruntent d'abord Donald Lee Hollowell Parkway, Northside Drive, North Avenue, Piedmont Avenue / Juniper Street et Ponce de Leon Avenue. À l'intersection avec Lake Road, la US 78 et la US 278 se séparent. Cette dernière emprunte East College Avenue et entre à Decatur. Elle passe ensuite par Avondale Estates et Belvedere Park en s'éloignant d'Atlanta. À Collinsville, elle rejoint l'I-20 en multiplex vers le sud-est. Le multiplex prend fin à Covington et les routes sont parallèles l'une à l'autre. La US 278 passe par Madison, Union Point, Warrenton et Thomson, où elle forme un nouveau multiplex avec la US 78. Le multiplex dure jusqu'à North Augusta en Caroline du Sud. La route passe par Harlem avant d'atteindre Augusta. Là, elle rencontre la US 1 ainsi que la US 25, lesquelles se joignent au multiplex dans la ville. La route traverse la ville et atteint le fleuve Savannah, marquant la frontière avec la Caroline du Sud.

### Caroline du Sud
Après avoir traversé le fleuve, la route contourne North Augusta. Rapidement, la US 25 quitte le multiplex. La US 278 fera de même un peu plus loin et se dirigera vers le sud-est. Elle se rend à Barnwell, Allendale, Fairfax, Hampton et Ridgeland où elle partage le tracé de la US 17. Les routes se rendent ainsi à Hardeeville et la US 278 se détache de la US 17. Elle bifurque vers l'est en passant par Bluffton. Elle atteint finalement l'Île de Hilton-Head, sur la côte atlantique. La route prend fin alors qu'elle rencontre la US 278 Bus. dans la partie sud de l'île.

## Intersections majeures
Arkansas
 US 59 / US 71 à Wickes
 US 70 près de Dierks. Les routes forment un multiplex jusqu'à Dierks.
 US 371 près de Nashville. Les routes forment un multiplex jusqu'à Nashville.
 I-30 à Hope
 US 67 à Hope
 US 371 à Rosston. Les routes forment un multiplex dans la ville.
 US 79 à Camden. Les routes forment un multiplex jusqu'à l'ouest d'East Camden.
 US 167 à Hampton
 US 63 à Warren
 US 425 à Monticello
 US 65 / US 165 à McGehee. La US 65 / US 278 forment un multiplex jusqu'au sud de Lake Village. La US 165 / US 278 forment un multiplex jusqu'à Dermott.
 US 82 à Lake Village. Les routes forment un multiplex jusqu'à l'est de Leland, MS.
Mississippi
 US 61 près de Leland. Les routes forment un multiplex jusqu'à Clarksdale.
 US 49 à Clarksdale. Les routes forment un multiplex dans la ville.
 US 51 à Batesville
 I-55 à Batesville
 US 45 à Tupelo. Les routes forment un multiplex jusqu'au nord de New Wren.
Alabama
 US 43 à Guin. Les routes forment un multiplex jusqu'à Hamilton.
 I-22 / US 78 à Hamilton
 I-65 à Cullman
 US 31 à Cullman
 US 231 près de Summit
 US 431 près d'Attalla. Les routes forment un multiplex jusqu'à Gadsden.
 US 11 à Attalla. Les routes forment un multiplex dans la ville.
 I-59 à Attalla
 US 411 à Gadsden
Géorgie
 US 27 à Cedartown. Les routes forment un multiplex dans la ville.
 US 78 à Lithia Springs. Les routes forment un multiplex jusqu'à Druid Hills.
 I-285 à Atlanta
 US 19 / US 41 à Atlanta. Les routes forment un multiplex dans la ville.
 US 29 à Atlanta. Les routes forment un multiplex jusqu'à Druid Hills.
 US 23 à Atlanta. Les routes forment un multiplex jusqu'à Druid Hills.
 I-285 à Belvedere Park
 I-20 près de Lithonia. Les routes forment un multiplex jusqu'à Covington.
 I-20 près de Social Circle
 US 129 / US 441 à Madison. Les routes forment un multiplex jusqu'au nord-est de Madison.
 I-20 à Barnett
 US 78 près de Thomson. Les routes forment un multiplex jusqu'à Clearwater, SC.
 US 221 à Harlem
 I-520 à Augusta
 US 1 à Augusta. Les routes forment un multiplex jusqu'à Clearwater, SC.
 US 25 à Augusta. Les routes forment un multiplex jusqu'à North Augusta, SC.
Caroline du Sud
 I-520 à North Augusta
 US 301 à Allendale. Les routes forment un multiplex dans la ville.
 US 321 à Fairfax
 US 601 à Hampton. Les routes forment un multiplex dans la ville.
 US 17 à Ridgeland. Les routes forment un multiplex jusqu'à Hardeeville.
 I-95 à Hardeeville
 US 278 Bus. à l'Île de Hilton-Head